# Caño (fútbol)

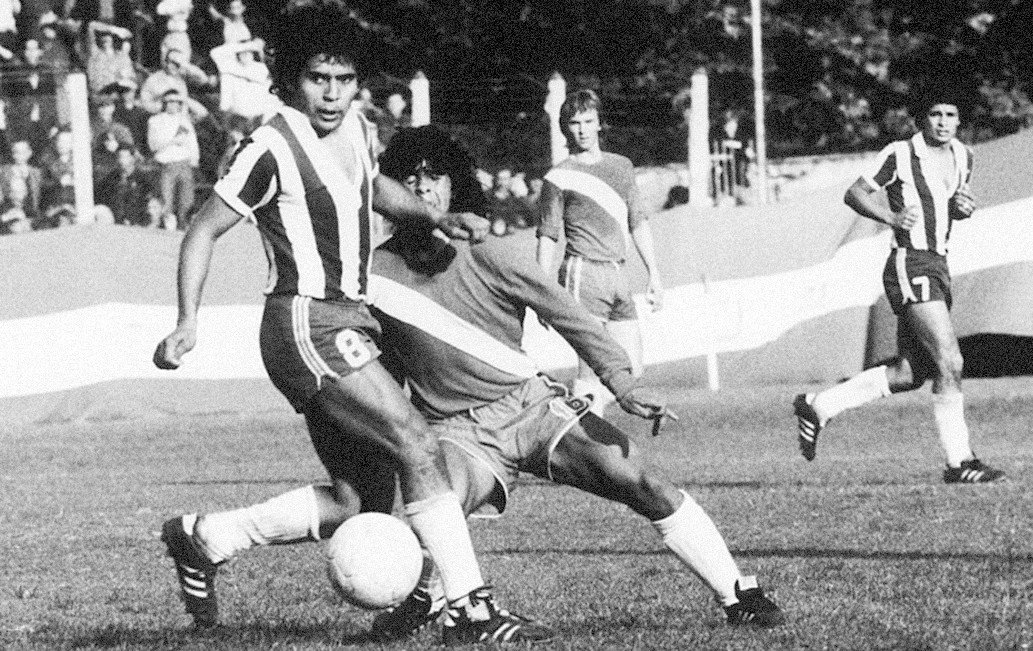
El famoso caño de Diego Maradona (centro) contra su rival Juan Cabrera (izquierda), el día que debutó en la Primera División argentina jugando para Argentinos Juniors, el 20 de octubre de 1976

El caño (o túnel) es un regate o técnica utilizada en el fútbol y otros deportes de balón, en el que un jugador hace pasar el balón por entre las piernas del oponente y seguir en dominio del mismo. Este movimiento en algunos países de Europa se le llama «panna»; en Gran Bretaña se lo conoce como «nutmeg» (nuez moscada) y en Escocia como «50p». Por otro lado, en países de África como Sudáfrica, se conoce como un «iShibobo». En cuanto a América, en Jamaica, es conocido como «salad»; en el Caribe de Colombia como «ortón»; en Perú como «huacha»; en Ecuador como «galleta»; en Chile como «hoyito»; y en Honduras como «cocina» o «quebrar los platos».[cita requerida]
Suele decirse que el caño es humillante para el jugador que es sobrepasado, llegando en algunos casos a que quien sufre este regate reaccione en forma antideportiva contra quien se lo practicó inmediatamente.

## Etimología
Un primer uso del término se encuentra en la novela A bad lot del escritor inglés Brian Glanville (1977). Según el libro de Alex Leith Over the Moon, Brian - The Language  of Football, "nueces se refiere a los testículos del jugador a través de cuyas piernas ha pasado la pelota y nuez moscada es solo un desarrollo de esto". El uso de la palabra nuez moscada  para significar pierna, en jerga rimada cockney, también se ha presentado como una explicación.
Otra teoría, apoyada por el OED, fue postulada por Peter Seddon en su libro Football Talk - The Language And Folklore Of The World's Greatest Game. La palabra, sugiere, surgió debido a una práctica aguda utilizada en las exportaciones de nuez moscada en el siglo XIX entre América del Norte e Inglaterra. "La nuez moscada era un producto tan valioso que los exportadores sin escrúpulos se apresuraron a mezclar una porción de réplicas de madera en los sacos que se enviaban a Inglaterra", escribe Seddon.  "Ser engañado pronto llegó a implicar estupidez por parte de la víctima engañada e inteligencia por parte del embaucador". Si bien tal estratagema seguramente no podría emplearse más de una vez, Seddon alega que pronto se popularizó en el fútbol, lo que implica que el jugador cuyas piernas habían sido atravesadas por el balón había sido engañado o golpeado.

## Empleo

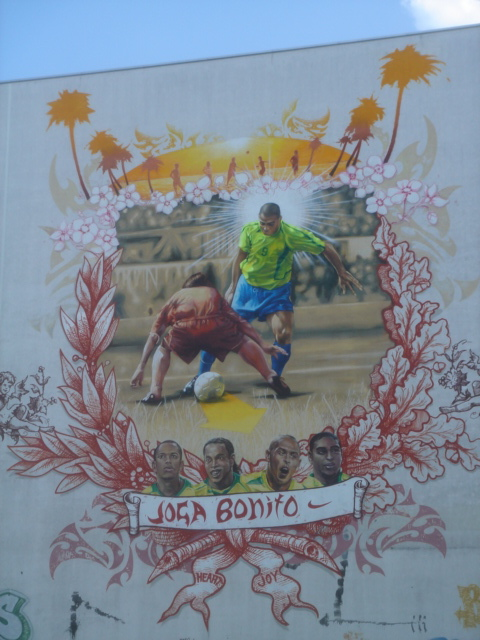
Mural de Ronaldo realizando un caño a un oponente, con la leyenda «joga bonito» (juego bonito) en la parte inferior. La obra en Berlín fue encargada por la empresa estadounidense Nike antes de la Copa del Mundo de 2006 en Alemania.

Uno de los jugadores más emblemáticos en realizar esta técnica fue el argentino Juan Román Riquelme, quien en el Torneo Apertura 1998, mediante una combinación de «taquito», caño y autopase, superó al jugador de Rosario Central David Charles Pérez; dos años más tarde repetiría esta jugada, esta vez frente a River Plate en el partido de vuelta por los cuartos de final de la Copa Libertadores 2000 dejando en el camino al colombiano Mario Yepes. Según una encuesta realizada entre los lectores del diario español Marca, el primero fue elegido como "El Caño Más Espectacular", en tanto que el segundo finalizó en el quinto puesto. Otros ejecutores destacados han sido los brasileños Ronaldo, Ronaldinho, Robinho, Neymar; el uruguayo Luis Suárez; el argentino Lionel Messi; el español Andrés Iniesta; el chileno Jorge Valdivia; el belga Eden Hazard; la estadounidense Tobin Heath; y el portugués Cristiano Ronaldo.